# Samassi
Samassi (sardinski: Samàssi) je grad i općina (comune) u pokrajini Južnoj Sardiniji u regiji Sardiniji, Italija. Nalazi se na nadmorskoj visini od 56 metara i ima 5 196 stanovnika.
Prostire se na 42,04 km². Gustoća naseljenosti je 124 st/km².
Susjedne općine su: Furtei, Sanluri, Serramanna i Serrenti.